# エピデクシプテリクス
エピデクシプテリクス(Epidexipteryx)は、小型の原鳥類恐竜の属の1つである。現在知られている唯一の標本は北京の中国科学院古脊椎動物古人類学研究所に収蔵されている。最古の化石記録となる飾羽が見つかっている。ホロタイプ標本の収蔵番号はIVPP V 15471であり、この標本は中国、内モンゴル自治区にある道虎溝層のジュラ系の中部もしくは上部(1億6000万年前-1億6800万年前)の地層から発見されたマニラプトル類恐竜として報告された。最も小さい恐竜。
属名は「飾羽」を意味し、タイプ種E. hui の種小名は2008年に没した古哺乳類学者の胡耀明(Hu Yaoming)に献名されたものである。中国名は胡氏耀龍（簡体字: 胡氏耀龙; 拼音: Hú shì Yàolóng）という。

## 特徴

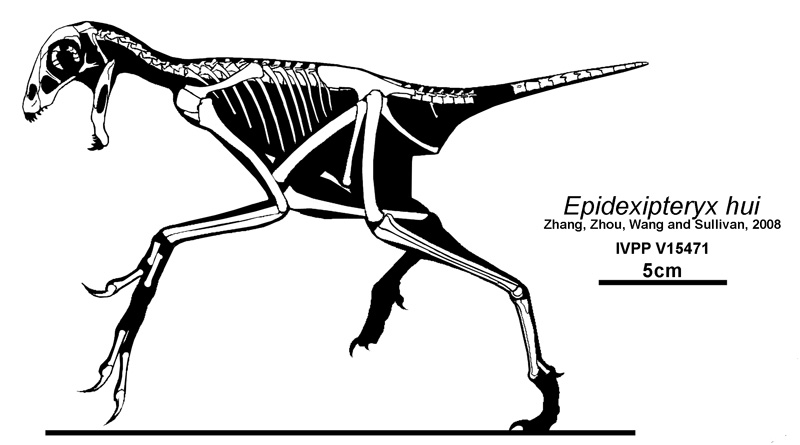
復元骨格

エピデクシプテリクスの唯一の標本は保存状態の良い部分骨格であり、尾には中央の羽軸と羽弁を持つ4本の長い羽毛が含まれている。しかし、現在の鳥類の尾羽とは異なっており、羽弁には枝分かれ（羽小枝）がなく、単独のリボン状のシートである。また、原始的な羽毛恐竜と同様の平行な羽枝で構成された体を覆う単純な羽毛も保存されている。しかし、エピデクシプテリクスの体の羽毛は独特で「膜構造」を各羽毛の基部に持っていた 。これは羽毛の進化におけるある種の段階のものである可能性がある。

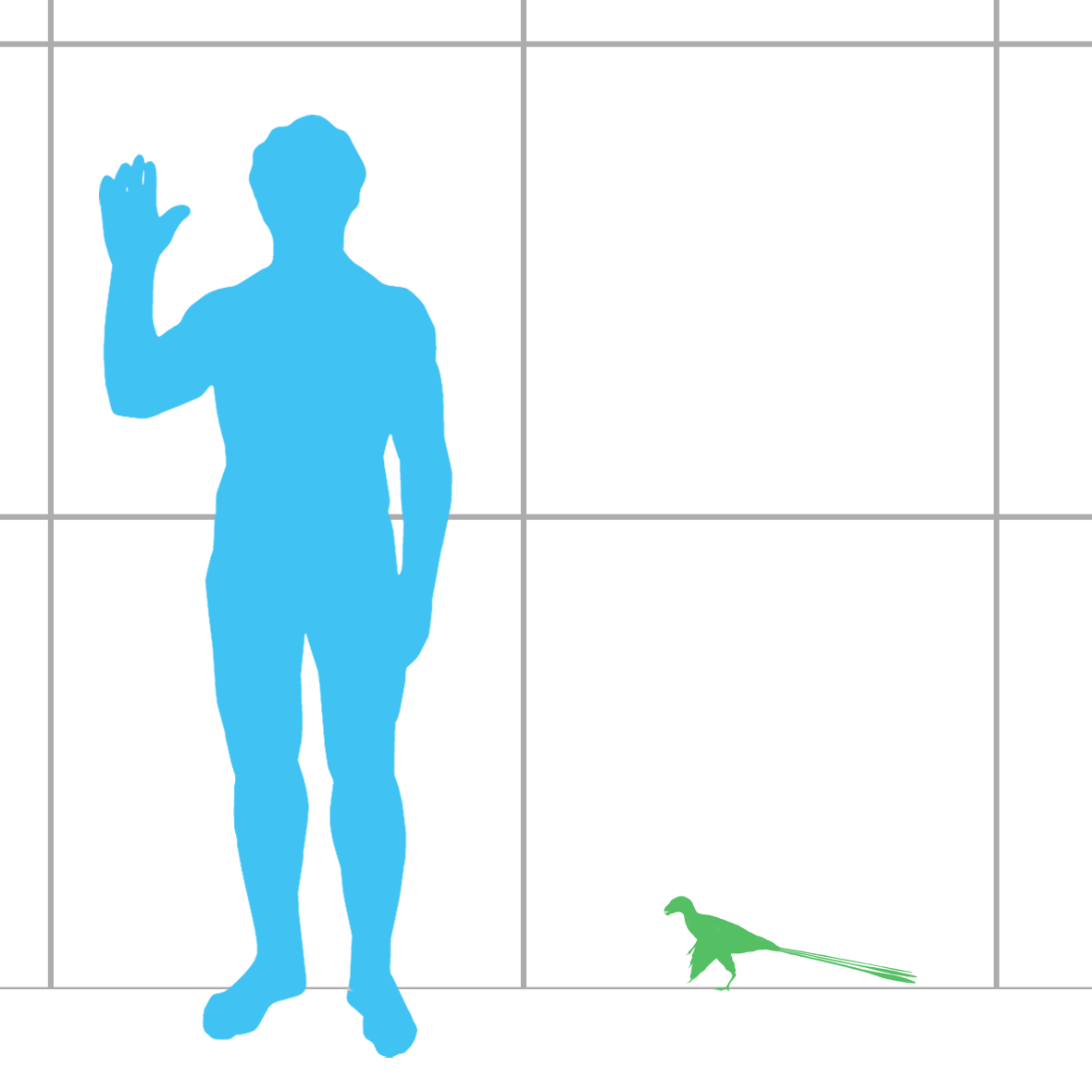
人との大きさ比較

E. hui の骨格の全長は25 cmで、不完全な尾羽を含めると全長44.5 cmで、体重は記載者らの推定では164 gで基部アヴィアラエの中では最小の部類である。
頭部については複数の独特の特徴を持つ一方で、全体的にサペオルニス、オヴィラプトロサウルス類と類似性があり、テリジノサウルス類ともある程度類似している。歯は顎の前部のみにあり、奇妙に長く、前歯は前傾している。これらの歯の特徴は獣脚類の中では他にマシアカサウルスで見られる。骨格の他の部分については近縁である可能性のあるスカンソリオプテリクスと全般に似ていて、骨盤の配位が他の獣脚類と異なり、恥骨が坐骨より短く、坐骨そのものが先端部が広がっているなどの特徴がある。エピデクシプテリクスの尾には現生の鳥類や一部のオヴィラプトロサウルス類で尾羽の付着部となっている尾端骨と似ていて、尾椎の先端に向かって特異な構造がある。

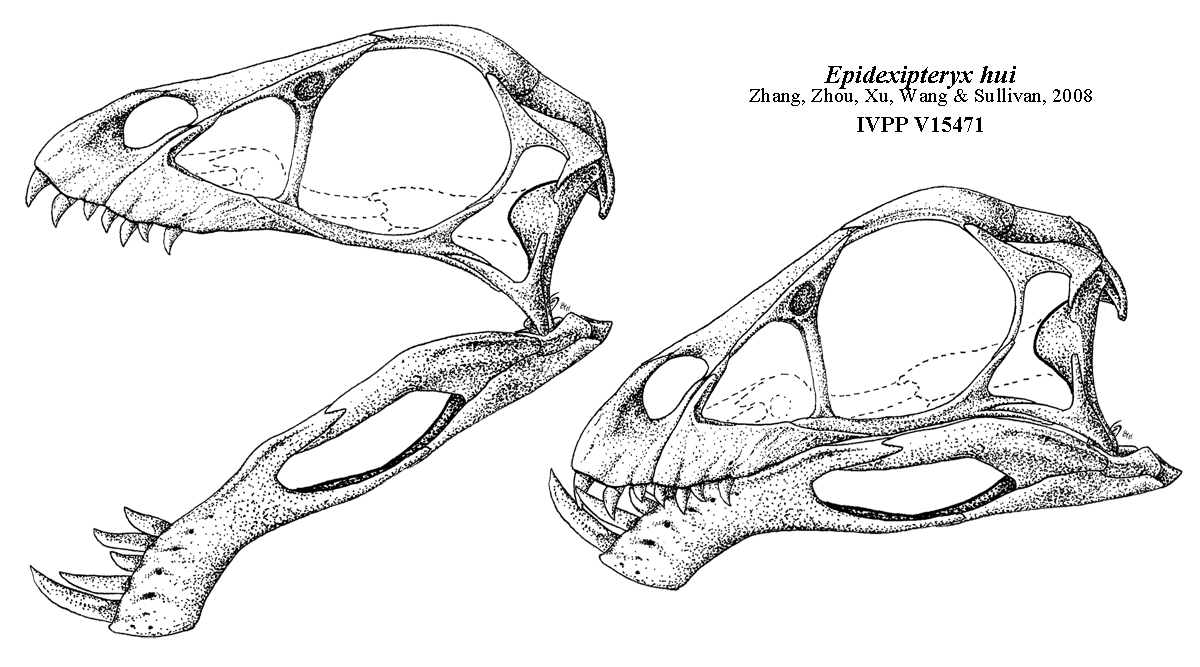
頭骨の復元図

近縁と見られるイには滑空のための皮膜があったことから、エピデクシプテリクスにも同様のものがあった可能性があるが、風切羽はなかったように見える。

## 分類

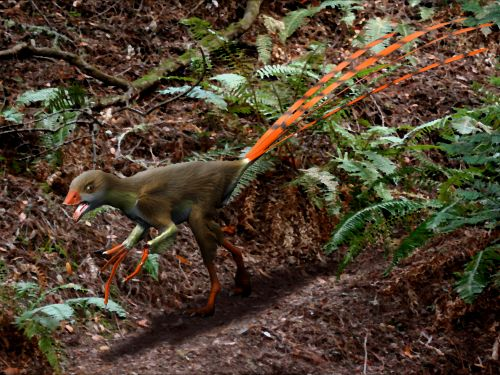
生態復元図

原鳥類におけるエピデクシプテリクスの系統上の位置づけは確立されていない。記載時に行われた系統解析からはスカンソリオプテリクス科に属し、アヴィアラエクレードの基部に位置づけられるという結果が得られているこの結果は後のHu et al. (2009)での解析でも確証されている。後のAgnolín and Novas (2011)での解析ではスカンソリオプテリクス科であることが確証されたもの、この科の系統上の位置づけに関して異なる結果が得られた。スカンソリオプテリクス科はアルヴァレスサウルス科とエウマニラプトラ（アヴィアラエとデイノニコサウルス類からなるクレード）と多分岐という結果になった。Turner, Makovicky and Norell (2012)ではエピデクシプテリクスでは成体の標本が見つかっているものの、スカンソリオプテリクス（エピデンドロサウルス）では幼体の標本しか知られていないため系統解析に含まれなかった。正確な系統上の位置決定には完全な成体の形質が必須であるためである(Turner, Makovicky and Norell 2012, p. 89)。この結果得られた系統樹ではエピデクシプテリクスは基部原鳥類に位置づけられ、エウマニラプトラには含まれなかった。Turnerらはこの系統上の位置づけは不安定であると注釈している。Epidexipteryx hui がアヴィラエの基部に位置するには最も節約的な場合と比較して2段階の形質の変化の追加が必要とされ、一方でオヴィラプトロサウルス類の基部メンバーに含まれる場合には1段階の追加で済む。
スカンソリオプテリクス（エピデンドロサウルス）を含む独立した探査的解析を行うと、スカンソリオプテリクスはアヴィラエの基部に位置し、エピデクシプテリクスはエウマニラプトラの外に位置して、両者は同じクレードにはならないという結果が得られた。そのため、スカンソリオプテリクス科を単系統として成立させるためにはさらに4段階の形質変化を追加した上で、エピデクシプテリクスがアヴィアラエにされる必要があるとした。Godefroit et al. (2013)ではスカンソリオプテリクス科が単系統として得られている。この研究ではスカンソリオプテリクス科は原鳥類の最基部のメンバーであり、アヴィアラエとデイノニコサウルス類からなるクレードの姉妹群であるという結果が得られている。Agnolín and Novas (2013) においてもスカンソリオプテリクス科は単系統として得られているものの、現鳥類ではないマニラプトル類であり、オヴィラプトロサウルス類の姉妹群であるという結果が得られている。
下記に示すクラドグラムはZhang et al.'(2008)を簡略化したものである。
|  | トロオドン科         |
|  |                      |
|  | ドロマエオサウルス科 |
|  |                      |

| スカンソリオプテリクス科 | \| \| スカンソリオプテリクス(=エピデンドロサウルス) \| \| \| \| \| \| エピデクシプテリクス \| \| \| \| |
|                          | \| \| スカンソリオプテリクス(=エピデンドロサウルス) \| \| \| \| \| \| エピデクシプテリクス \| \| \| \| |
|                          | 鳥類                                                                                                   |
|                          | |
|                          | スカンソリオプテリクス(=エピデンドロサウルス)                                                          |
|                          | |
|                          | エピデクシプテリクス                                                                                   |
|                          | |

|  | スカンソリオプテリクス(=エピデンドロサウルス) |
|  |                                               |
|  | エピデクシプテリクス                          |
|  |                                               |

|  | トロオドン科         |
|  |                      |
|  | ドロマエオサウルス科 |
|  |                      |

| スカンソリオプテリクス科 | \| \| スカンソリオプテリクス(=エピデンドロサウルス) \| \| \| \| \| \| エピデクシプテリクス \| \| \| \| |
|                          | \| \| スカンソリオプテリクス(=エピデンドロサウルス) \| \| \| \| \| \| エピデクシプテリクス \| \| \| \| |
|                          | 鳥類                                                                                                   |
|                          | |
|                          | スカンソリオプテリクス(=エピデンドロサウルス)                                                          |
|                          | |
|                          | エピデクシプテリクス                                                                                   |
|                          | |

|  | スカンソリオプテリクス(=エピデンドロサウルス) |
|  |                                               |
|  | エピデクシプテリクス                          |
|  |                                               |

|  | トロオドン科         |
|  |                      |
|  | ドロマエオサウルス科 |
|  |                      |

| スカンソリオプテリクス科 | \| \| スカンソリオプテリクス(=エピデンドロサウルス) \| \| \| \| \| \| エピデクシプテリクス \| \| \| \| |
|                          | \| \| スカンソリオプテリクス(=エピデンドロサウルス) \| \| \| \| \| \| エピデクシプテリクス \| \| \| \| |
|                          | 鳥類                                                                                                   |
|                          | |
|                          | スカンソリオプテリクス(=エピデンドロサウルス)                                                          |
|                          | |
|                          | エピデクシプテリクス                                                                                   |
|                          | |

|  | スカンソリオプテリクス(=エピデンドロサウルス) |
|  |                                               |
|  | エピデクシプテリクス                          |
|  |                                               |

|  | トロオドン科         |
|  |                      |
|  | ドロマエオサウルス科 |
|  |                      |

| スカンソリオプテリクス科 | \| \| スカンソリオプテリクス(=エピデンドロサウルス) \| \| \| \| \| \| エピデクシプテリクス \| \| \| \| |
|                          | \| \| スカンソリオプテリクス(=エピデンドロサウルス) \| \| \| \| \| \| エピデクシプテリクス \| \| \| \| |
|                          | 鳥類                                                                                                   |
|                          | |
|                          | スカンソリオプテリクス(=エピデンドロサウルス)                                                          |
|                          | |
|                          | エピデクシプテリクス                                                                                   |
|                          | |

|  | スカンソリオプテリクス(=エピデンドロサウルス) |
|  |                                               |
|  | エピデクシプテリクス                          |
|  |                                               |

|  | トロオドン科         |
|  |                      |
|  | ドロマエオサウルス科 |
|  |                      |

| スカンソリオプテリクス科 | \| \| スカンソリオプテリクス(=エピデンドロサウルス) \| \| \| \| \| \| エピデクシプテリクス \| \| \| \| |
|                          | \| \| スカンソリオプテリクス(=エピデンドロサウルス) \| \| \| \| \| \| エピデクシプテリクス \| \| \| \| |
|                          | 鳥類                                                                                                   |
|                          | |
|                          | スカンソリオプテリクス(=エピデンドロサウルス)                                                          |
|                          | |
|                          | エピデクシプテリクス                                                                                   |
|                          | |

|  | スカンソリオプテリクス(=エピデンドロサウルス) |
|  |                                               |
|  | エピデクシプテリクス                          |
|  |                                               |

|  | トロオドン科         |
|  |                      |
|  | ドロマエオサウルス科 |
|  |                      |

| スカンソリオプテリクス科 | \| \| スカンソリオプテリクス(=エピデンドロサウルス) \| \| \| \| \| \| エピデクシプテリクス \| \| \| \| |
|                          | \| \| スカンソリオプテリクス(=エピデンドロサウルス) \| \| \| \| \| \| エピデクシプテリクス \| \| \| \| |
|                          | 鳥類                                                                                                   |
|                          | |
|                          | スカンソリオプテリクス(=エピデンドロサウルス)                                                          |
|                          | |
|                          | エピデクシプテリクス                                                                                   |
|                          | |

|  | スカンソリオプテリクス(=エピデンドロサウルス) |
|  |                                               |
|  | エピデクシプテリクス                          |
|  |                                               |

|  | トロオドン科         |
|  |                      |
|  | ドロマエオサウルス科 |
|  |                      |

| スカンソリオプテリクス科 | \| \| スカンソリオプテリクス(=エピデンドロサウルス) \| \| \| \| \| \| エピデクシプテリクス \| \| \| \| |
|                          | \| \| スカンソリオプテリクス(=エピデンドロサウルス) \| \| \| \| \| \| エピデクシプテリクス \| \| \| \| |
|                          | 鳥類                                                                                                   |
|                          | |
|                          | スカンソリオプテリクス(=エピデンドロサウルス)                                                          |
|                          | |
|                          | エピデクシプテリクス                                                                                   |
|                          | |

|  | スカンソリオプテリクス(=エピデンドロサウルス) |
|  |                                               |
|  | エピデクシプテリクス                          |
|  |                                               |

|  | トロオドン科         |
|  |                      |
|  | ドロマエオサウルス科 |
|  |                      |

| スカンソリオプテリクス科 | \| \| スカンソリオプテリクス(=エピデンドロサウルス) \| \| \| \| \| \| エピデクシプテリクス \| \| \| \| |
|                          | \| \| スカンソリオプテリクス(=エピデンドロサウルス) \| \| \| \| \| \| エピデクシプテリクス \| \| \| \| |
|                          | 鳥類                                                                                                   |
|                          | |
|                          | スカンソリオプテリクス(=エピデンドロサウルス)                                                          |
|                          | |
|                          | エピデクシプテリクス                                                                                   |
|                          | |

|  | スカンソリオプテリクス(=エピデンドロサウルス) |
|  |                                               |
|  | エピデクシプテリクス                          |
|  |                                               |

寄稿時の不手際により、Epidexipteryx hui の記載の原稿が2008年の9月下旬にプレプリント用ウェブポータルに公表されてしまった。この論文は公式には2008年10月23日付のネイチャー誌において発表されている。

## 参照
1. ↑  Morgan, James (2008年10月22日). “New feathered dinosaur discovered”.   BBC. 2009年7月2日閲覧。
2. 1 2 3 4 5 6 7  Zhang, F.; Zhou, Z.; Xu, X.; Wang, X.; Sullivan, C.. “A bizarre Jurassic maniraptoran from China with elongate ribbon-like feathers”. Nature 455:  1105–1108. doi:10.1038/nature07447.
3. ↑  『小学館の図鑑NEO 新版 恐竜』株式会社小学館、2016年3月2日、110頁。
4. 1 2  “Chinese scientists discovers new dinosaur species”.   People's Daily Online (2008年10月27日). 2008年11月4日閲覧。
5. ↑  http://scienceblogs.com/tetrapodzoology/2008/10/epidexipteryx_at_last.php
6. ↑  Zhang, F., Zhou, Z., Xu, X., Wang,  X. and Sullivan, C. (2008). "A bizarre Jurassic maniraptoran from China with elongate ribbon-like feathers", Supplementary Information. Nature, 455: 46pp. doi:10.1038/nature07447 PMID 18948955
7. ↑  Cau, A (2012), ritorno del paraviano pterosauro-mimo?, Theropoda, July 2012
8. ↑  Dongyu Hu, Lianhai Hou, Lijun Zhang and Xing Xu (2009). “A pre-Archaeopteryx troodontid theropod from China with long feathers on the metatarsus”. Nature 461 (7264):  640–643. doi:10.1038/nature08322. PMID 19794491.
9. ↑  Agnolín, Federico L.; Novas, Fernando E. (2011). “Unenlagiid theropods: are they members of the Dromaeosauridae (Theropoda, Maniraptora)?”. Anais da Academia Brasileira de Ciências 83 (1):  117–162. doi:10.1590/S0001-37652011000100008.
10. ↑  Alan Hamilton Turner, Peter J. Makovicky and Mark Norell (2012). “A review of dromaeosaurid systematics and paravian phylogeny”. Bulletin of the American Museum of Natural History 371:  1–206. doi:10.1206/748.1.
11. ↑  Pascal Godefroit, Helena Demuynck, Gareth Dyke, Dongyu Hu, François Escuillié and Philippe Claeys (2013). “Reduced plumage and flight ability of a new Jurassic paravian theropod from China”. Nature Communications 4:  Article number 1394. doi:10.1038/ncomms2389. PMID 23340434.
12. ↑  Federico L. Agnolín and Fernando E. Novas (2013). “Avian ancestors. A review of the phylogenetic relationships of the theropods Unenlagiidae, Microraptoria, Anchiornis and Scansoriopterygidae”. SpringerBriefs in Earth System Sciences:  1–96. doi:10.1007/978-94-007-5637-3.
13. ↑  Dr. Thomas Holtz, Jr. (2008年10月1日). “The mistaken scansoripterygid”.   Dinosaur メーリングリスト. 2015年8月8日閲覧。